# توم ويلان
توم ويلان (بالإنجليزية: Tom Whelan)‏ هو لاعب كرة قدم أمريكية أمريكي، ولد في 3 يناير 1894 في لين في الولايات المتحدة، وتوفي في 26 يونيو 1957 في بوسطن في الولايات المتحدة.